# Toxorhynchites trichopygus
Toxorhynchites trichopygus är en tvåvingeart som först beskrevs av Christian Rudolph Wilhelm Wiedemann 1828.  Toxorhynchites trichopygus ingår i släktet Toxorhynchites och familjen stickmyggor. Inga underarter finns listade i Catalogue of Life.